# Saint-Martin-de-Lenne
 Saint-Martin-de-Lenne  (en occitano Sent Martin) es una población y comuna francesa, situada en la región de Mediodía-Pirineos, departamento de Aveyron, en el distrito de Millau y cantón de Campagnac.

## Demografía
| 379 | 310 | 284 | 270 | 234 | 208 |
| Para los censos de 1962 a 1999 la población legal corresponde a la población sin duplicidades (Fuente: INSEE [Consultar]) |     |     |     |     |     |